# حسين عبد الغني (صحفي)
حسين عبد الغني صحفي مصري ولد في 6 مارس 1957 انضم لقناة الجزيرة عام 1997 وشغل منصب مدير مكتب الجزيرة في القاهرة.لكنه استقال مؤخرا من قناة الجزيرة بعد خلافات بينهما، وشغل الآن منصب الناطق الرسمي باسم جبهة الإنقاذ الوطني المصرية ويشغل الآن مقدم برنامج استديو القاهرة على قناة RT Arabic.

## مؤهلاته
- تقلّد منصب «رئيس قناة الأخبار» في التليفزيون المصري بعد الثورة و قبل العرض, ثم سرعان ما نشبت الخلافات بينه و بين الحكومة المصرية على السياسة التحريرية الجديدة التي خطط لها عبد الغني, و التي كانت تعتمد على إعطائه الحرية التامة في نقل الأخبار دون أية رقابة من السلطة أو المجلس العسكري.[2]
- أحد قيادات الحركة الطلابية في سبعينيات القرن الماضي وقت رئاسة الرئيس المصري السابق محمد أنور السادات
- حصل على بكالوريوس علوم سياسية عام 1979.[3]
- باحث غير متفرغ في مركز الدراسات الإستراتيجية بالأهرام، وصدر له كتاب عن إسرائيل ضمن مجموعة من الباحثين 1981 – 1982.
- محرر ومترجم بالإذاعة المصرية القسم الإنجليزي 1982 – 1983.
- محرر أخبار في التلفزيون المصري 1984 – 1998.
- محرر سياسي بجريدة عمان 1984 – 1996.
- مراسل هيئة الإذاعة البريطانية القسم العربي 1985 – 1997.
- مراسل «BBC» في القاهرة 12/1996 - 1/1997.
- مراسل صحيفة «الحياة» اللندنية ومجلة «الوسط» في مسقط 1990 – 1996.
- مدير إقليمي لصحيفة «الرأي العام» الكويتية في القاهرة 1996 – 1999.
- التحق بقناة «الجزيرة» في 1/7/1997 وعمل مديرا لمكتبها في القاهرة حتى 2010.
- مقدم برنامج اخرالنهار على قناة النهار نوفمبر 2011 إلى يونيو 2012.
- المستشار الإعلامي لمرشح الرئاسة المصرية حمدين صباحي خلال الحملة الانتخابات يناير 2014 إلى مايو 2014.
- المؤسس والرئيس التنفيذي لشركة عين الكاميرا،المشاركة في التدريب والإنتاج و تقديم الخدمات للشركات وسائل الإعلام ومحطات التلفزيون، منذ مارس 2012 حتى الآن.
- مقدم برنامج استديو القاهرة على قناة RT Arabic ,سبتمبر 2015 حتى الآن.

## استقالته من قناة الجزيرة
بعد خلافات كثيرة مع قناة الجزيرة , أنهي مدير مكتب الجزيرة في القاهرة حسين عبد الغني علاقته بالقناة بشكل كلي ، و قد شغل حسين منصب مدير المكتب منذ تأسيسه بالقاهرة، من الجدير ذكره أن عدد من المراسلين و المذيعين قد استقالوا إثر خلافات على سياسة القناة .

## جبهة الإنقاذ الوطني
شغل منصب المتحدث الرسمي باسم جبهة الإنقاذ الوطني منذ تأسيسها في 24 نوفمبر 2012.